# Melanolophia paraconara
Melanolophia paraconara là một loài bướm đêm trong họ Geometridae.